# Hispânicos
Hispânico (em castelhano, hispano) é um termo que se refere a algo que seja relacionado com a Hispânia, ou a pessoas cuja ascendência remonta à Hispânia. É também usado para referir-se a tudo aquilo que tem relação com a Espanha.

## O uso do termo nos Estados Unidos
"Hispânico" e "latino" são os termos usados nos Estados Unidos para classificar os americanos com origens nos países da América hispanófona e, em geral, incluem todas as pessoas que se autoclassificam como hispânico ou latino. O termo "hispânico" passou a ser adotado pelo governo americano no início da década de 1970, durante a administração de Richard Nixon e, desde então, vem sendo usado pela mídia. A categoria hispânica também foi incluída no censo americano desde 1980. Devido à popularidade do termo "latino" no oeste dos Estados Unidos, o governo também adotou esse termo em 1997, e foi usado no censo de 2000. A escolha por usar o termo "hispânico" ou o termo "latino" depende da região geográfica: os que moram no leste dos Estados Unidos preferem a denominação "hispânico", enquanto que aqueles que moram no oeste preferem o termo latino.
Segundo o censo americano, a categoria hispânico ou latino não incluiria os brasileiros ou americanos com origens no Brasil, pois é específico para pessoas de "cultura ou origem espanhola". Tecnicamente falando, pessoas de Portugal ou de origem portuguesa são chamadas de lusitanos. Em Portugal, o termo "hispânico" refere-se a algo relacionado com a Hispânia antiga, a Espanha ou a língua e cultura espanhola. O termo moderno comum para identificar ambas as culturas portuguesa e espanhola sob uma única nomenclatura é "ibérico", e o termo que se refere às culturas derivadas de ambos os países nas Américas é "ibero-americano". Estas designações podem ser mutuamente reconhecidas por pessoas em Portugal e no Brasil, ao contrário de "hispânico", que é totalmente desprovido de qualquer autoidentificação nesses países, e muito pelo contrário, é utilizado para marcar uma clara distinção em relação à cultura dos países vizinhos de língua espanhola (hispânicos) em relação aos de língua portuguesa (lusitanos). Entretanto, o U.S. Department of Labor permite que portugueses e seus descendentes, incluindo aqui os brasileiros, se declarem como hispânicos ou latinos se assim o desejarem, e essa escolha não pode ser contestada. Já o U.S. Department of Transportation e a U.S. Small Business Administration incluem explicitamente portugueses e seus descendentes na definição de hispânico pois Portugal fez parte da Hispânia, nome dado pelos romanos à Península Ibérica. Entretanto, quem preferir se declarar de origem brasileira no censo americano, aparecerá num grupo de ancestralidade separada.
Hispânicos e latinos constituem 16,3% da população americana, ou 50,5 milhões de pessoas, formando o segundo maior grupo étnico americano, depois dos brancos de origem não hispânica. A maioria dos hispânicos tem origens mexicanas (65,5%). Também são numerosos os de origem em Porto Rico, El Salvador, Cuba, República Dominicana e Guatemala.
A população hispânica encontra-se em processo de rápido crescimento, e estimativas demográficas revelam que haverá mais de 80 milhões de hispanos nos Estados Unidos, nos próximos anos.

### Identidade étnica
A América Latina é descrita como a região mais diversa do mundo, onde a população foi formada por elementos indígenas, europeus, africanos e asiáticos. Como resultado da diversidade étnica da América Latina, hispânico e latino são considerados, pelo censo americano, como um grupo étnico, e não uma "raça". Porém, nos Estados Unidos tem havido uma "racialização" dos latinos. Quando o imigrante latino-americano chega aos Estados Unidos, ele se identifica primariamente como sendo "mexicano", "porto-riquenho" ou "cubano", ou seja, com sua identidade nacional. Porém, à medida que novas ondas de imigrantes latino-americanos têm entrado nos Estados Unidos de diferentes partes da América Central e do Sul, esses nichos populacionais, antes compostos por mexicanos, porto-riquenhos e cubanos, passam a englobar latinos de diversas procedências.
As gerações mais novas desenvolvem diferentes práticas culturais, musicais, políticas, e até religiosas, diferenciando-se dos seus pais, adaptando-se ao meio cultural que habitam. Em alguns casos a língua espanhola deixa de ser a língua dominante e o próprio catolicismo deixa de ser praticado. Somado a isso, desde a década de 1960, as agências governamentais têm propagado que o termo hispânico é o mais correto para designar todas as pessoas provenientes da América Latina. A mídia, o entretenimento, e as agências de publicidade têm, cada vez mais, dado destaque a essa população como se se tratasse de uma comunidade homogênea. Dessa forma, muitas pessoas que antes se identificavam como sendo "mexicanas", "salvadorenhas" ou "cubanas", passam a abraçar uma identidade "latina", o que é denominado como identidade "pan-latina", que engloba pessoas com origens em diversas partes da América Latina. Essas pessoas passam a ser vistas, e a verem a si próprias, como um grupo homogêneo, que não se encaixa na definição de "negro", tampouco na definição de "branco" como usadas nos Estados Unidos, formando um grupo a parte. Porém, ainda há uma grande resistência de muitos latinos em assumir as identidades raciais impostas pela sociedade americana, pois muitos ainda preferem se identificar com as suas origens nacionais, como "mexicano" ou "cubano". Ademais, dentro dos próprios países latino-americanos ainda existem divisões dos nacionais, dependendo da cor da pele, por exemplo.
O estereótipo do latino varia de região para região. Em Miami, latino é sinônimo de cubano, enquanto que em Nova Iorque é sinônimo de porto-riquenho, mas no sudoeste americano refere-se a mexicanos. Para haver uma união dos latinos, tinha que haver um chamariz ou algo que ensejasse essa união. A própria sociedade americana, historicamente racialista, passou a forçar os latinos a assumir uma identidade racial. Alguns tentaram se encaixar no lado "branco" da sociedade americana, tanto que no censo de 2000, 80% dos porto-riquenhos declararam ser brancos. Ser assimilado no lado branco da sociedade parecia ser o mais vantajoso para muitos hispânicos, tanto que a "Association of White Hispanics" ("Associação dos Hispânicos Brancos") fez pressão antes do censo de 2000 para que fosse criada uma categoria para eles. Porém, eles perceberam que isso causaria uma divisão na comunidade hispânica, pois a maioria dos hispânicos não conseguiriam se passar por "brancos". Um outro grupo de hispânicos, na maioria porto-riquenhos também, preferiram criar uma identidade "brown" ("marrom" ou "morena"), uma identidade que significasse solidariedade e resistência dos latinos. Porém, nem a identidade "branca" nem a "morena" funcionariam para ensejar uma união de latinos. Para muitos, o que propicia a união dos hispânicos não é a raça ou o fenótipo, mas os elementos culturais: língua, religião e tradições familiares, valores culturais, estilos musicais e modo de agir. Essa concepção parte do pressuposto de que ser latino não é pertencer a certa raça, pois o latino seria um grupo étnico que englobaria diversas nacionalidades e raças dentro dele. O censo americano absorveu essa ideia, deixando claro que latino não é raça, mas um grupo étnico. Dessa forma, os latinos ora são vistos como uma raça, ora como um grupo étnico. De qualquer maneira, tanto "raça" como "grupo étnico" não são conceitos biológicos, são meras construções sociais, que são inventadas dependendo do contexto e dos interesses envolvidos em determinada sociedade.

### Distribuição pelos EUA
| Estado/Território        | Pop 2000   | % pop 2000 | Pop 2010   | % pop 2010 | % crescimento 2000-2010 |
| ------------------------ | ---------- | ---------- | ---------- | ---------- | ----------------------- |
| Alabama                  | 75 830     | 1,7%       | 185 602    | 3,9%       | +144,8%                 |
| Alaska                   | 25 852     | 4,1%       | 39 249     | 5,5%       | +51,8%                  |
| Arizona                  | 1 295 617  | 25,3%      | 1 895 149  | 29,6%      | +46,3%                  |
| Arkansas                 | 86 866     | 3,2%       | 186 050    | 6,4%       | +114,2%                 |
| California               | 10 966 556 | 32,4%      | 14 013 719 | 37,6%      | +27,8%                  |
| Colorado                 | 735 801    | 17,1%      | 1 038 687  | 20,7%      | +41,2%                  |
| Connecticut              | 320 323    | 9,4%       | 479 087    | 13,4%      | +49,6%                  |
| Delaware                 | 37 277     | 4,8%       | 73 221     | 8,2%       | +96,4%                  |
| Washington, D.C.         | 44 953     | 7,9%       | 54 749     | 9,1%       | +21,8%                  |
| Florida                  | 2 682 715  | 16,8%      | 4 223 806  | 22,5%      | +57,4%                  |
| Geórgia                  | 435 227    | 5,3%       | 853 689    | 8,8%       | +96,1%                  |
| Hawaii                   | 87 699     | 7,2%       | 120 842    | 8,9%       | +37,8%                  |
| Idaho                    | 101 690    | 7,9%       | 175 901    | 11,2%      | +73,0%                  |
| Illinois                 | 1 530 262  | 12,3%      | 2 027 578  | 15,8%      | +32,5%                  |
| Indiana                  | 214 536    | 3,5%       | 389 707    | 6,0%       | +81,7%                  |
| Iowa                     | 82 473     | 2,8%       | 151 544    | 5,0%       | +83,7%                  |
| Kansas                   | 188 252    | 7,0%       | 300 042    | 10,5%      | +59,4%                  |
| Kentucky                 | 59 939     | 1,5%       | 132 836    | 3,1%       | +121,6%                 |
| Louisiana                | 107 738    | 2,4%       | 192 560    | 4,2%       | +78,7%                  |
| Maine                    | 9 360      | 0,7%       | 16 935     | 1,3%       | +80,9%                  |
| Maryland                 | 227 916    | 4,3%       | 470 632    | 8,2%       | +106,5%                 |
| Massachusetts            | 428 729    | 6,8%       | 627 654    | 9,6%       | +46,4%                  |
| Michigan                 | 323 877    | 3,3%       | 436 358    | 4,4%       | +34,7%                  |
| Minnesota                | 143 382    | 2,9%       | 250 258    | 4,7%       | +74,5%                  |
| Mississippi              | 39 569     | 1,4%       | 81 481     | 2,7%       | +105,9%                 |
| Missouri                 | 118 592    | 2,1%       | 212 470    | 3,5%       | +79,2%                  |
| Montana                  | 18 081     | 2,0%       | 28 565     | 2,9%       | +58,0%                  |
| Nebraska                 | 94 425     | 5,5%       | 167 405    | 9,2%       | +77,3%                  |
| New Hampshire            | 20 489     | 1,7%       | 36 704     | 2,8%       | +79,1%                  |
| New Jersey               | 1 117 191  | 13,3%      | 1 555 144  | 17,7%      | +39,2%                  |
| New Mexico               | 765 386    | 42,1%      | 953 403    | 46,3%      | +24,6%                  |
| New York                 | 2 867 583  | 15,1%      | 3 416 922  | 17,6%      | +19,2%                  |
| Nevada                   | 393 970    | 19,7%      | 716 501    | 26,5%      | +81,9%                  |
| North Carolina           | 378 963    | 4,7%       | 800 120    | 8,4%       | +111,1%                 |
| North Dakota             | 7 786      | 1,2%       | 13 467     | 2,0%       | +73,0%                  |
| Ohio                     | 217 123    | 1,9%       | 354 674    | 3,1%       | +63,4%                  |
| Oklahoma                 | 179 304    | 5,2%       | 332 007    | 8,9%       | +85,2%                  |
| Oregon                   | 275 314    | 8,0%       | 450 062    | 11,7%      | +63,5%                  |
| Pennsylvania             | 394 088    | 3,2%       | 719 660    | 5,7%       | +82,6%                  |
| Rhode Island             | 90 820     | 8,7%       | 130 655    | 12,4%      | +43,9%                  |
| South Carolina           | 95 076     | 2,4%       | 235 682    | 5,1%       | +147,9%                 |
| South Dakota             | 10 903     | 1,4%       | 22 119     | 2,7%       | +102,9%                 |
| Tennessee                | 123 838    | 2,2%       | 290 059    | 4,6%       | +134,2%                 |
| Texas                    | 6 669 666  | 32,0%      | 9 460 921  | 37,6%      | +41,8%                  |
| Utah                     | 201 559    | 9,0%       | 358 340    | 13,0%      | +77,8%                  |
| Vermont                  | 5 504      | 0,9%       | 9 208      | 1,5%       | +67,3%                  |
| Virginia                 | 329 540    | 4,7%       | 631 825    | 7,9%       | +91,7%                  |
| Washington               | 441 509    | 7,5%       | 755 790    | 11,2%      | +71,2%                  |
| West Virginia            | 12 279     | 0,7%       | 22 268     | 1,2%       | +81,4%                  |
| Wisconsin                | 192 921    | 3,6%       | 336 056    | 5,9%       | +74,2%                  |
| Wyoming                  | 31 669     | 6,4%       | 50 231     | 8,9%       | +58,6%                  |
| Samoa Americana          |            |            |            |            |                         |
| Guam                     |            |            |            |            |                         |
| Marianas Setentrionais   |            |            |            |            |                         |
| Porto Rico               | 3 762 746  | 98,8%      | 3 688 455  | 99,0%      | -2,0%                   |
| Ilhas Virgens Americanas | 15 196     | 14,0%      |            |            |                         |
| Estados Unidos           | 35 305 818 | 12,5%      | 50 477 594 | 16,3%      | +43,0%                  |

## Galeria de hispânicos e latinos

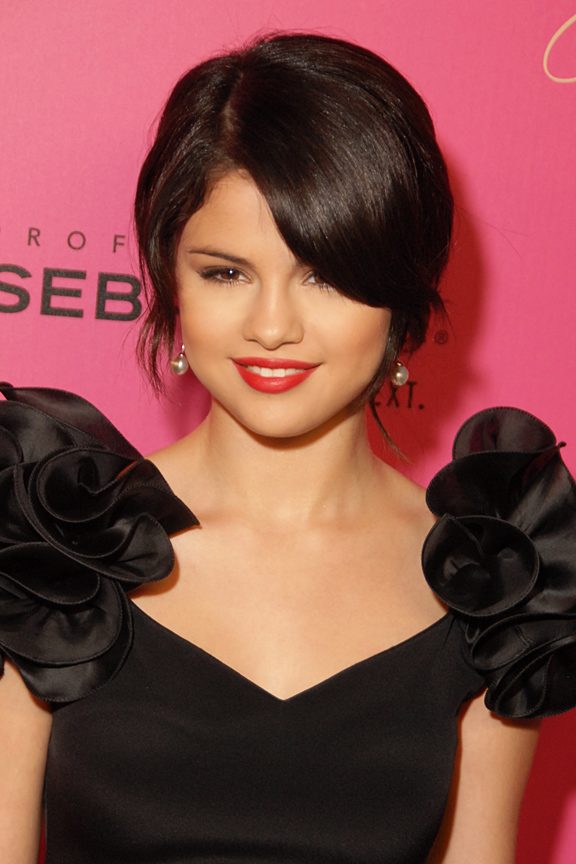
Selena Gomez, cantora e atriz de origem mexicana
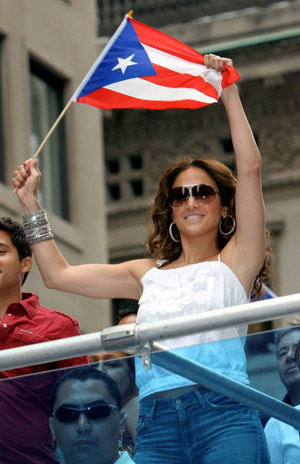
Jennifer Lopez, cantora e atriz de origem porto-riquenha
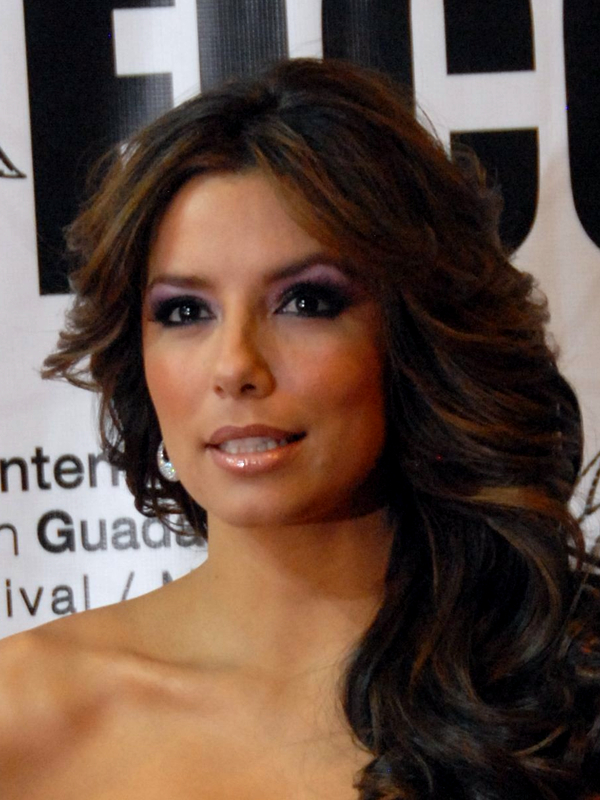
Eva Longoria, atriz de origem mexicana
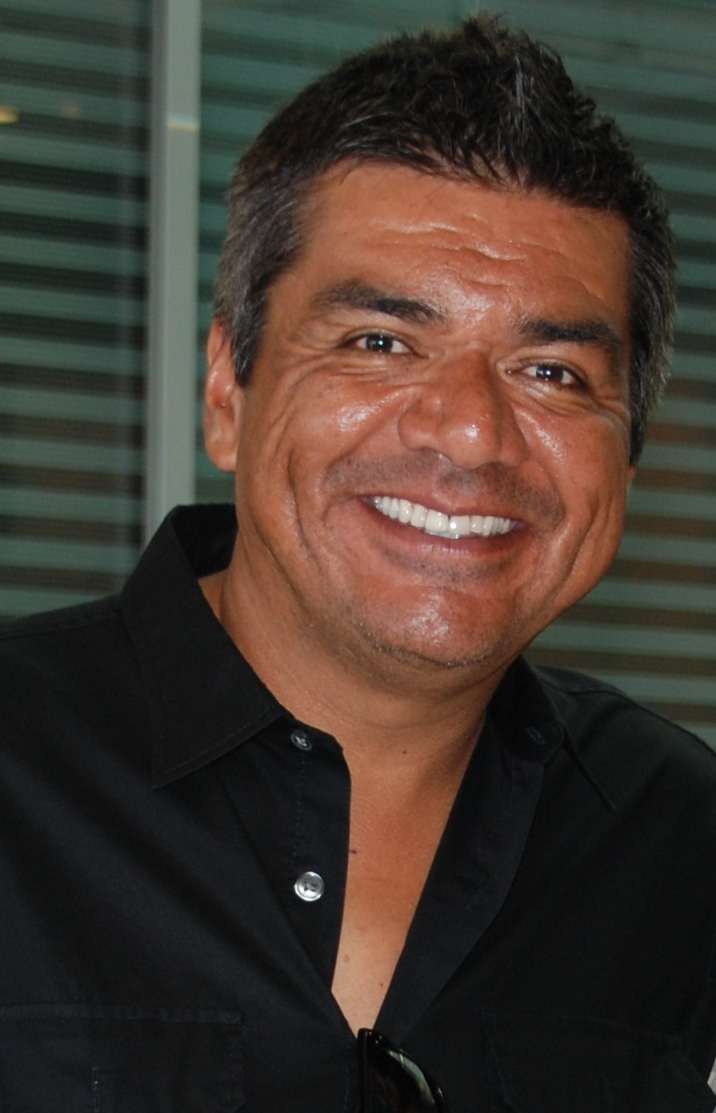
George Lopez, comediante de origem mexicana
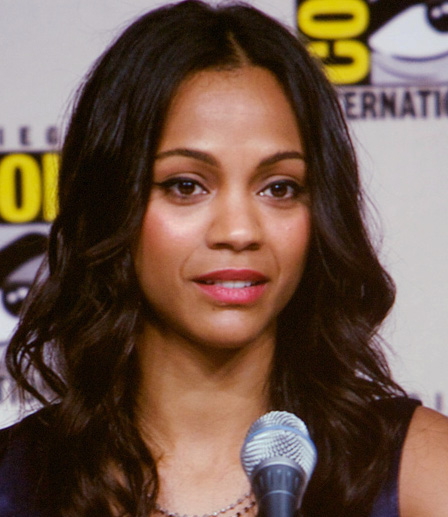
Zoë Saldaña, atriz de origem dominicana e porto-riquenha
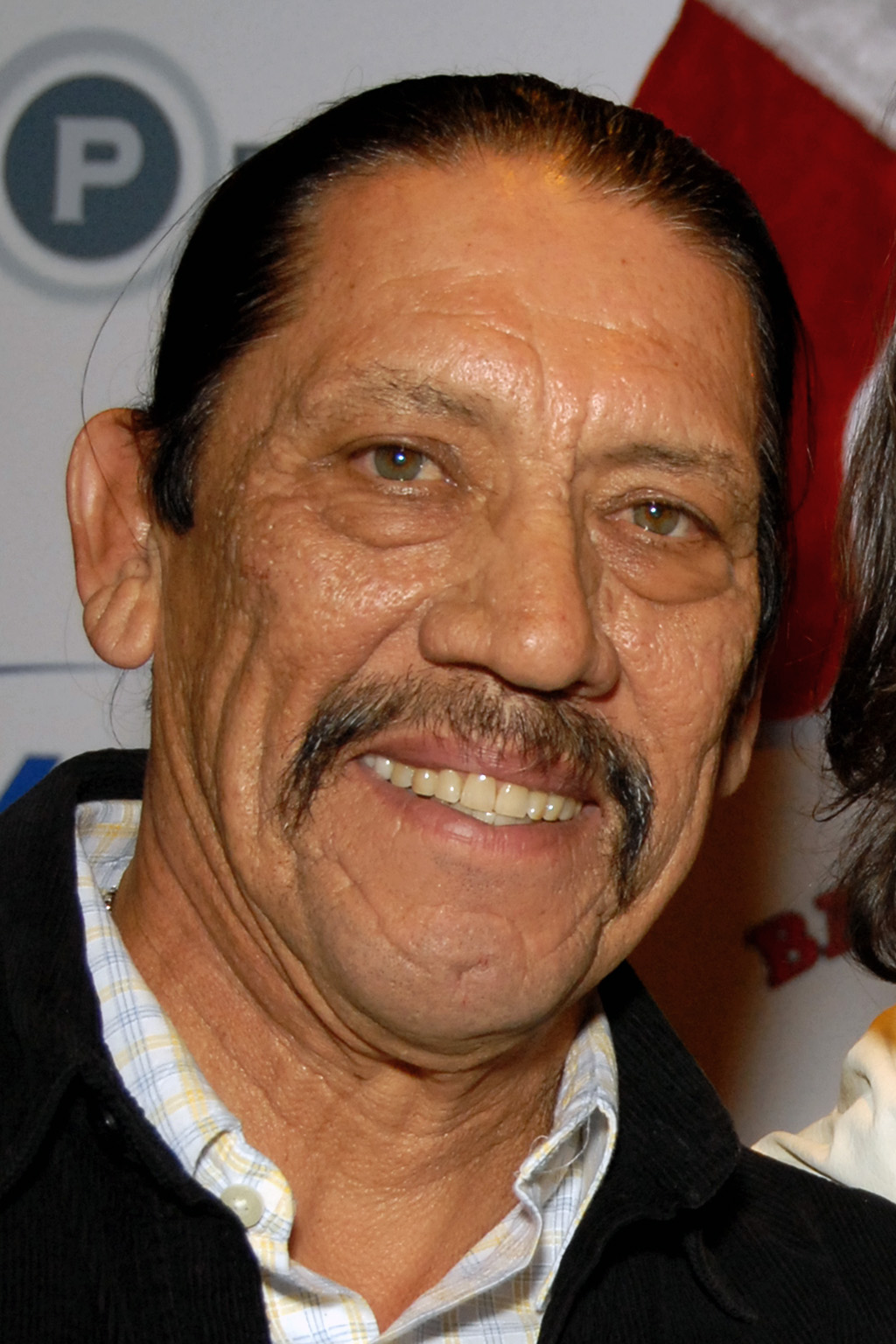
Danny Trejo, ator de origem mexicana
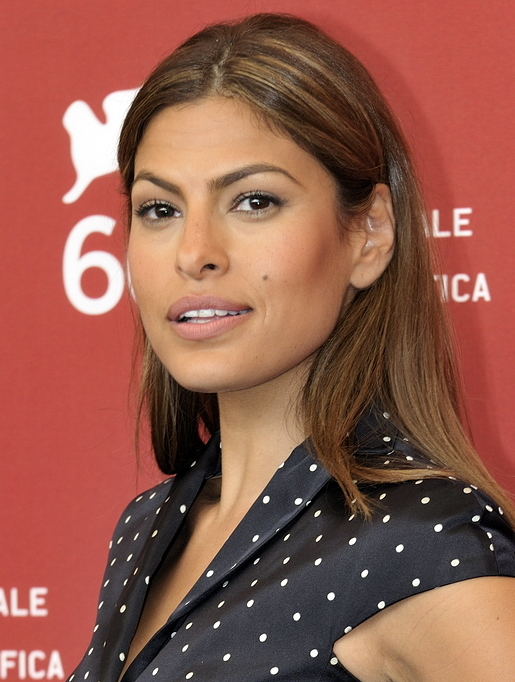
Eva Mendes, atriz de origem cubana
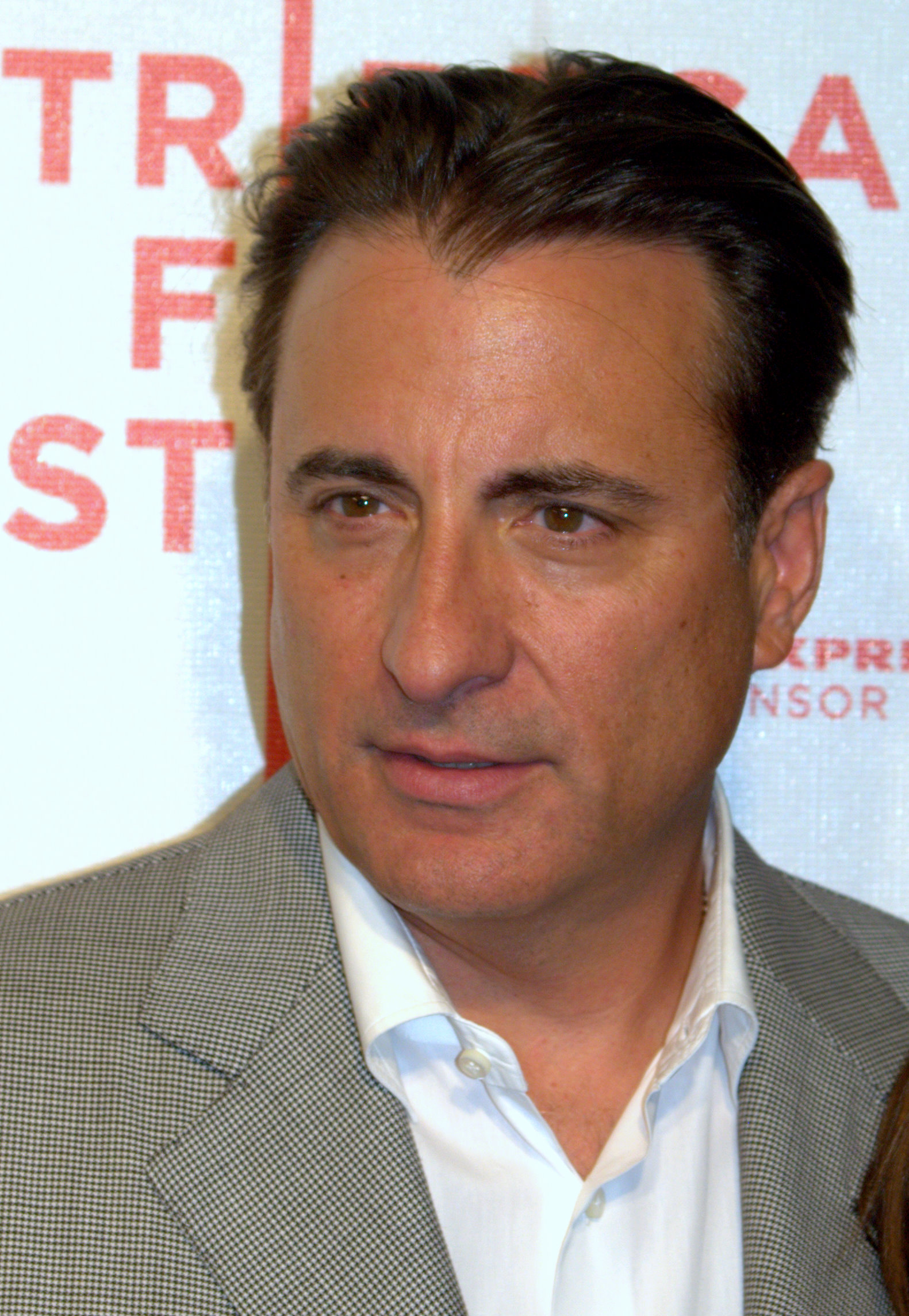
Andy Garcia, ator de origem cubana
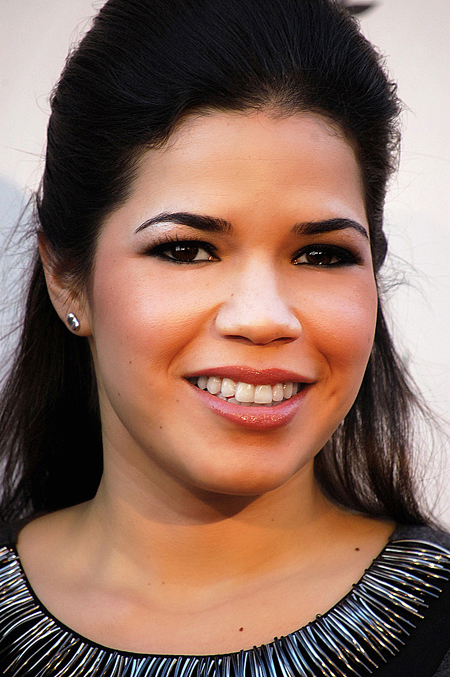
America Ferrera, atriz de origem hondurenha
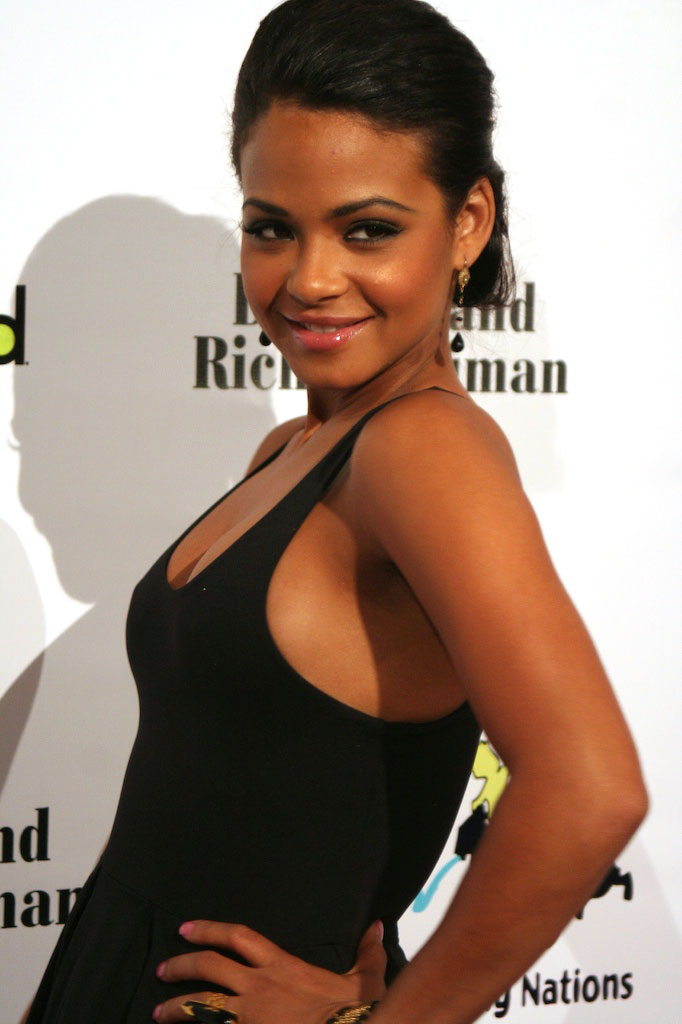
Christina Milian, atriz de origem cubana
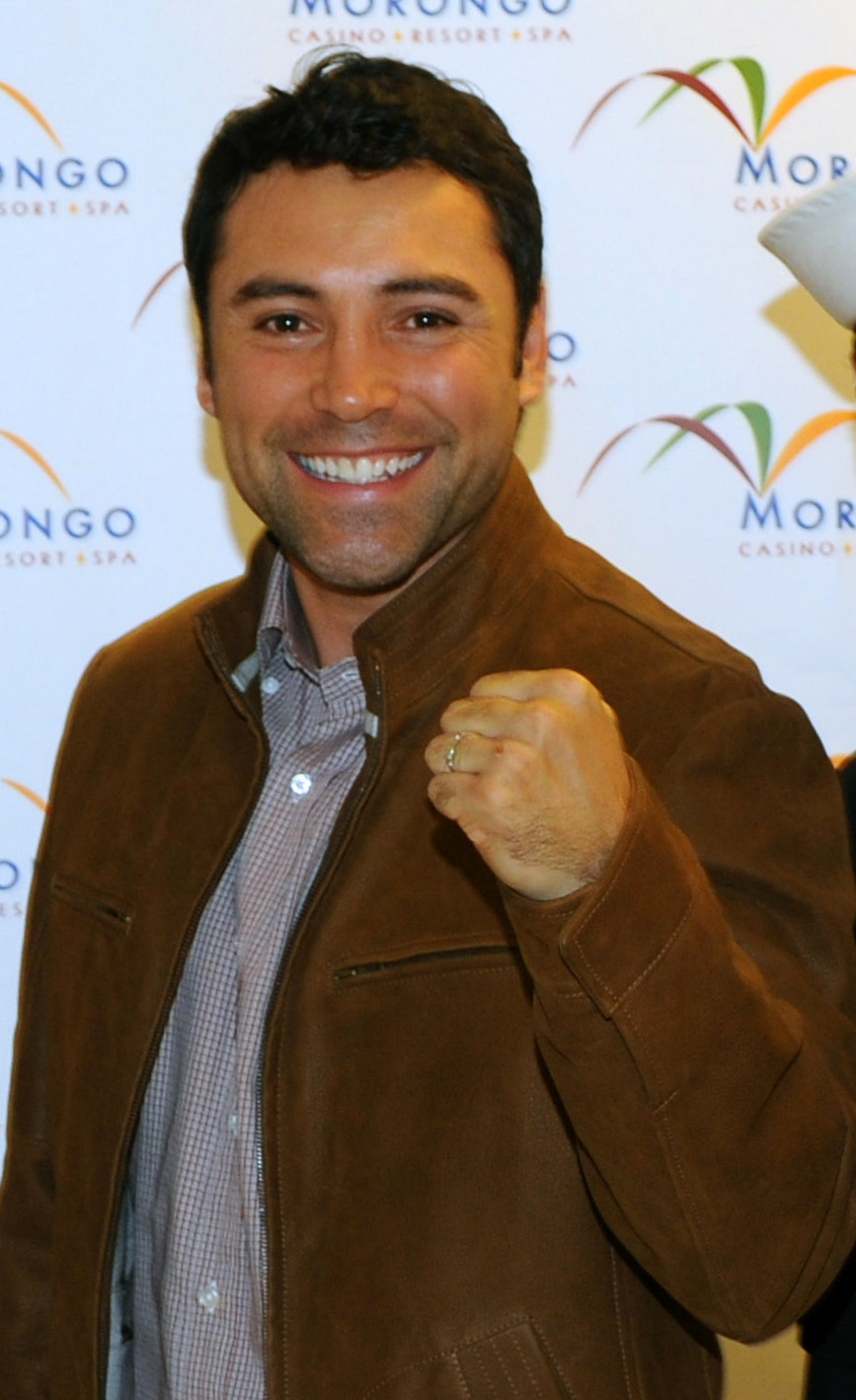
Oscar de la Hoya, pugilista de origem mexicana
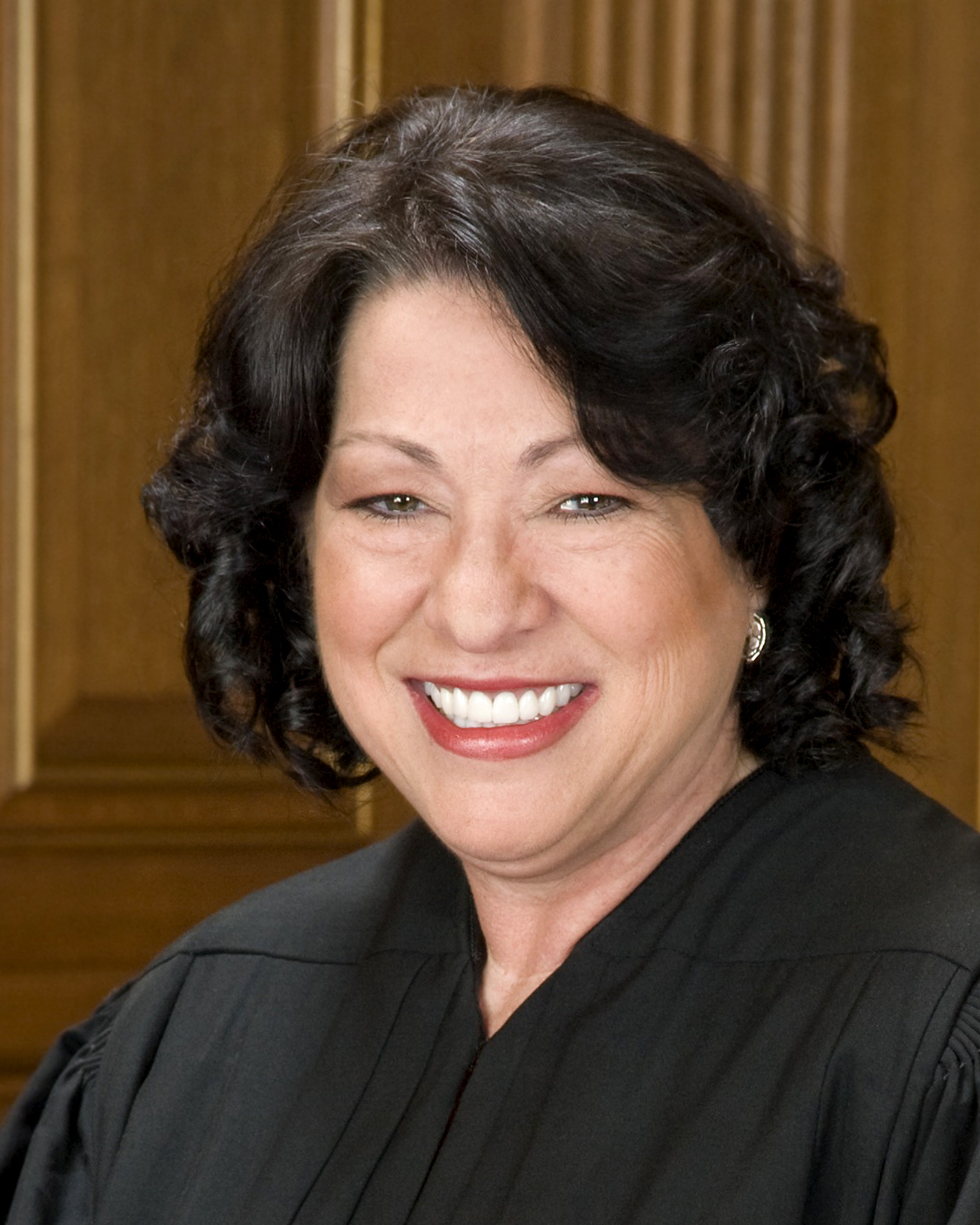
Sonia Sotomayor, primeira hispânica na Suprema Corte Americana, de origem porto-riquenha
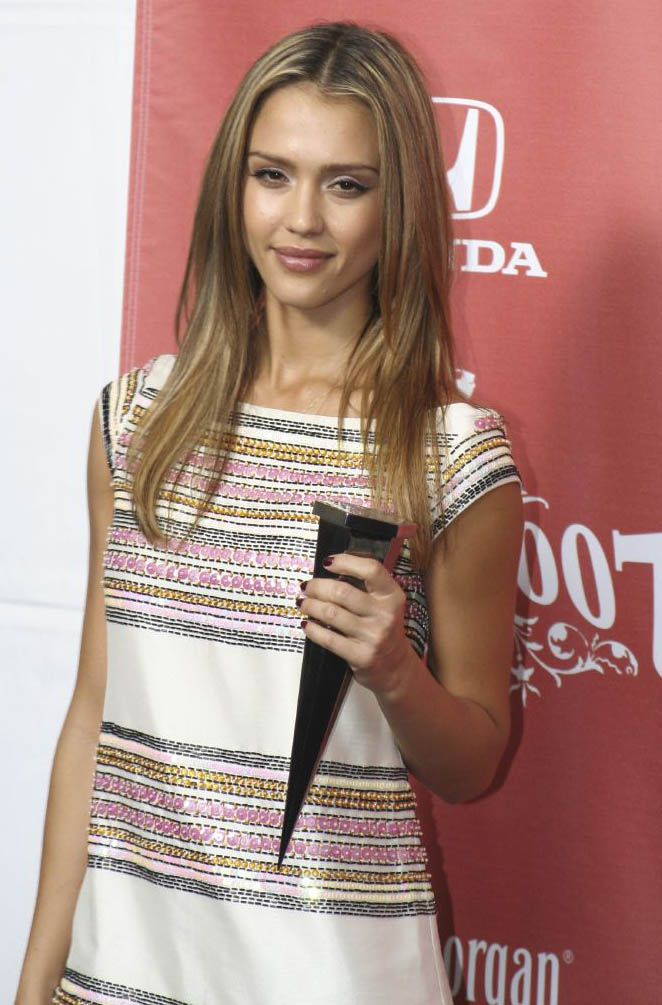
Jessica Alba, atriz de origem mexicana
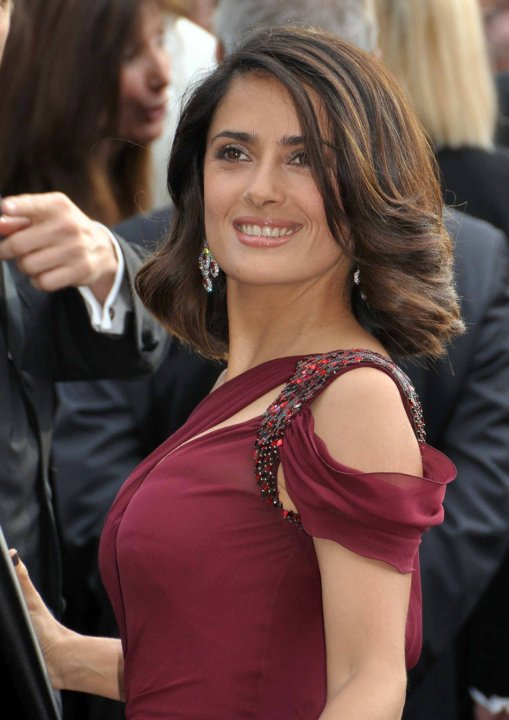
Salma Hayek, atriz de origem mexicana
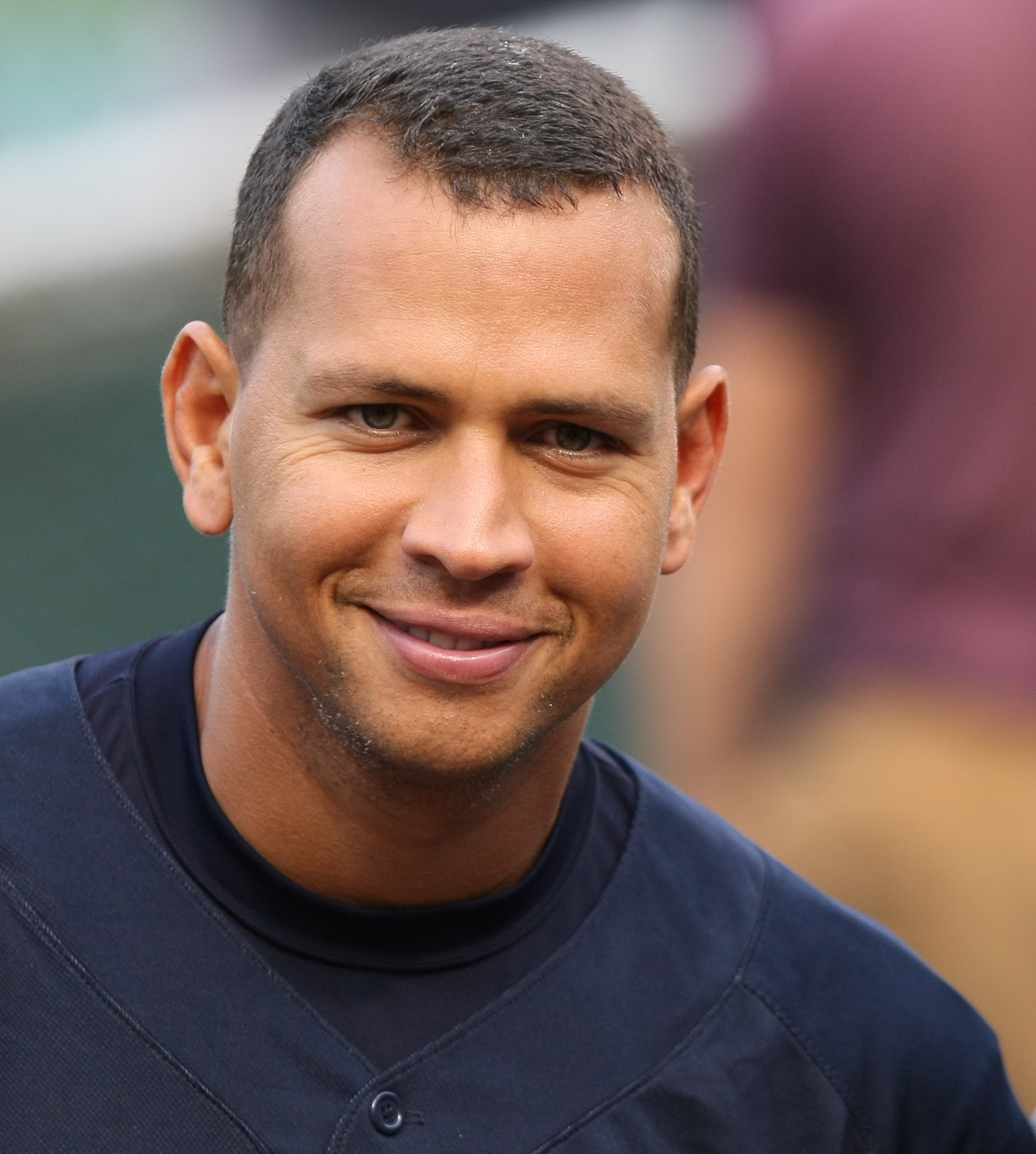
Alex Rodriguez, jogador de baisebol de origem dominicana
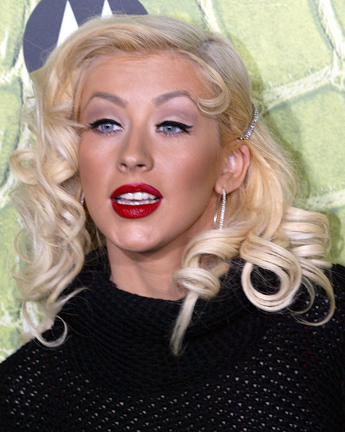
Christina Aguilera, cantora de origem equatoriana
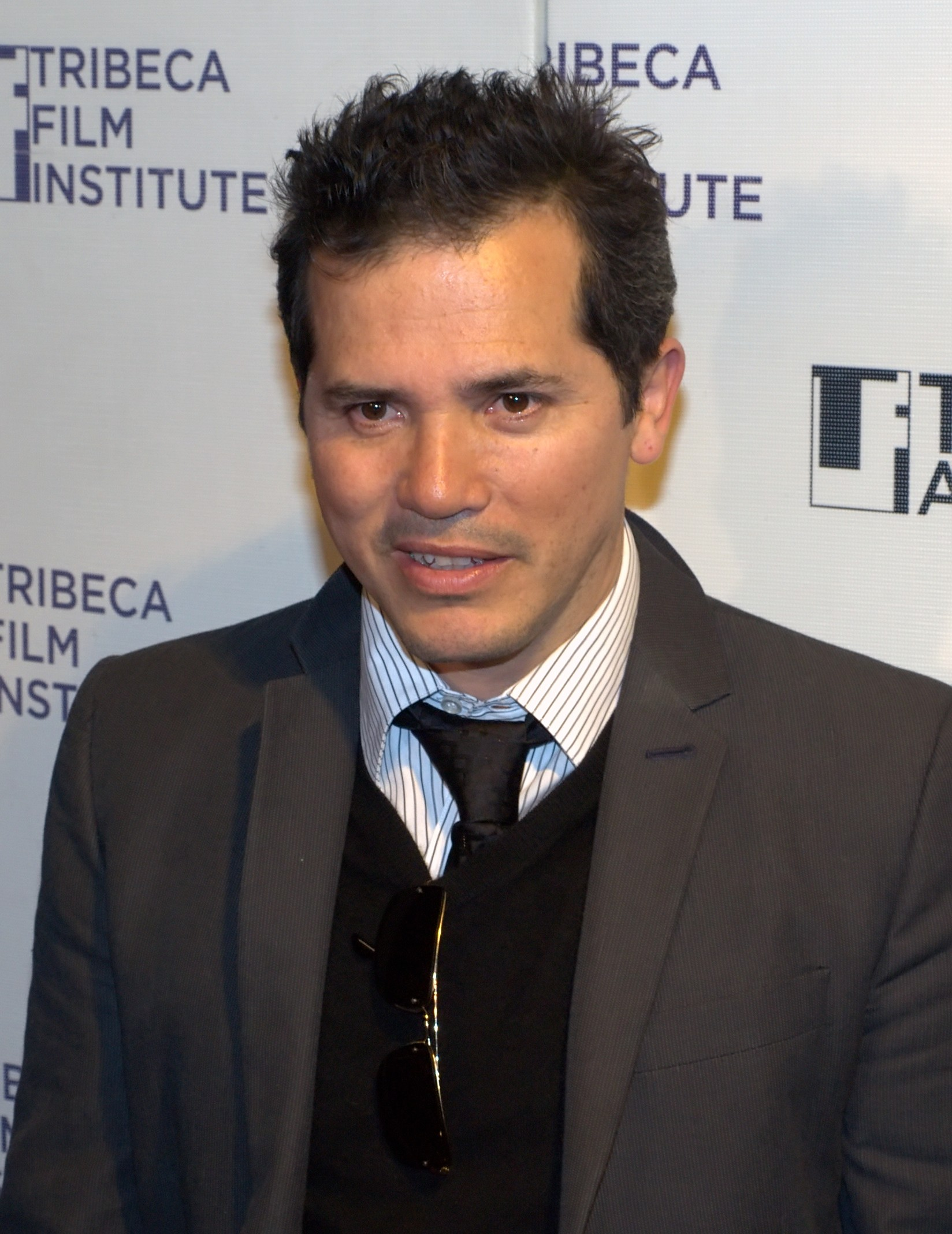
John Leguizamo, ator de origem colombiana
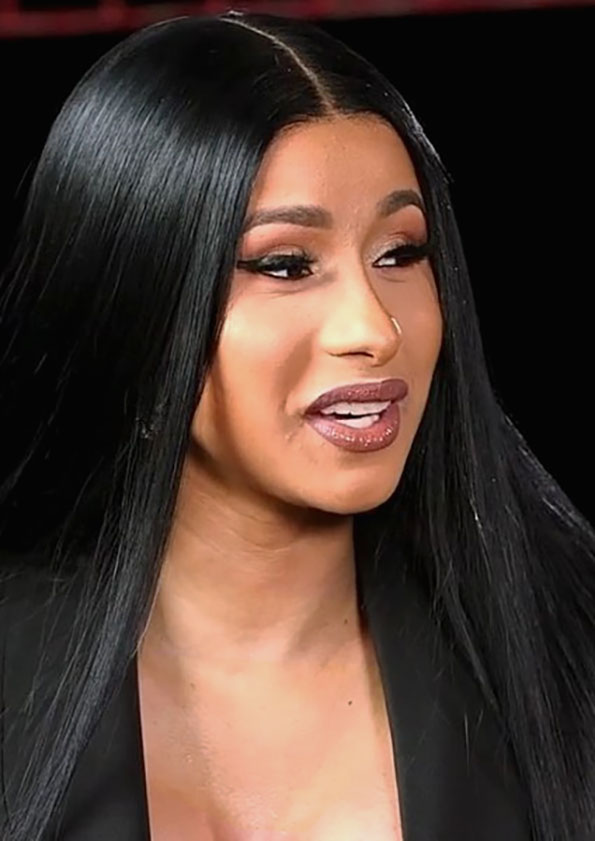
Cardi B, rapper de origem dominicana
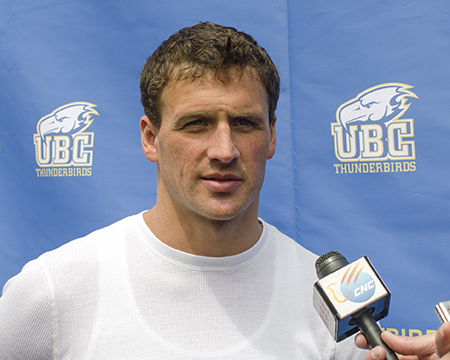
Ryan Lochte, nadador de origem cubana
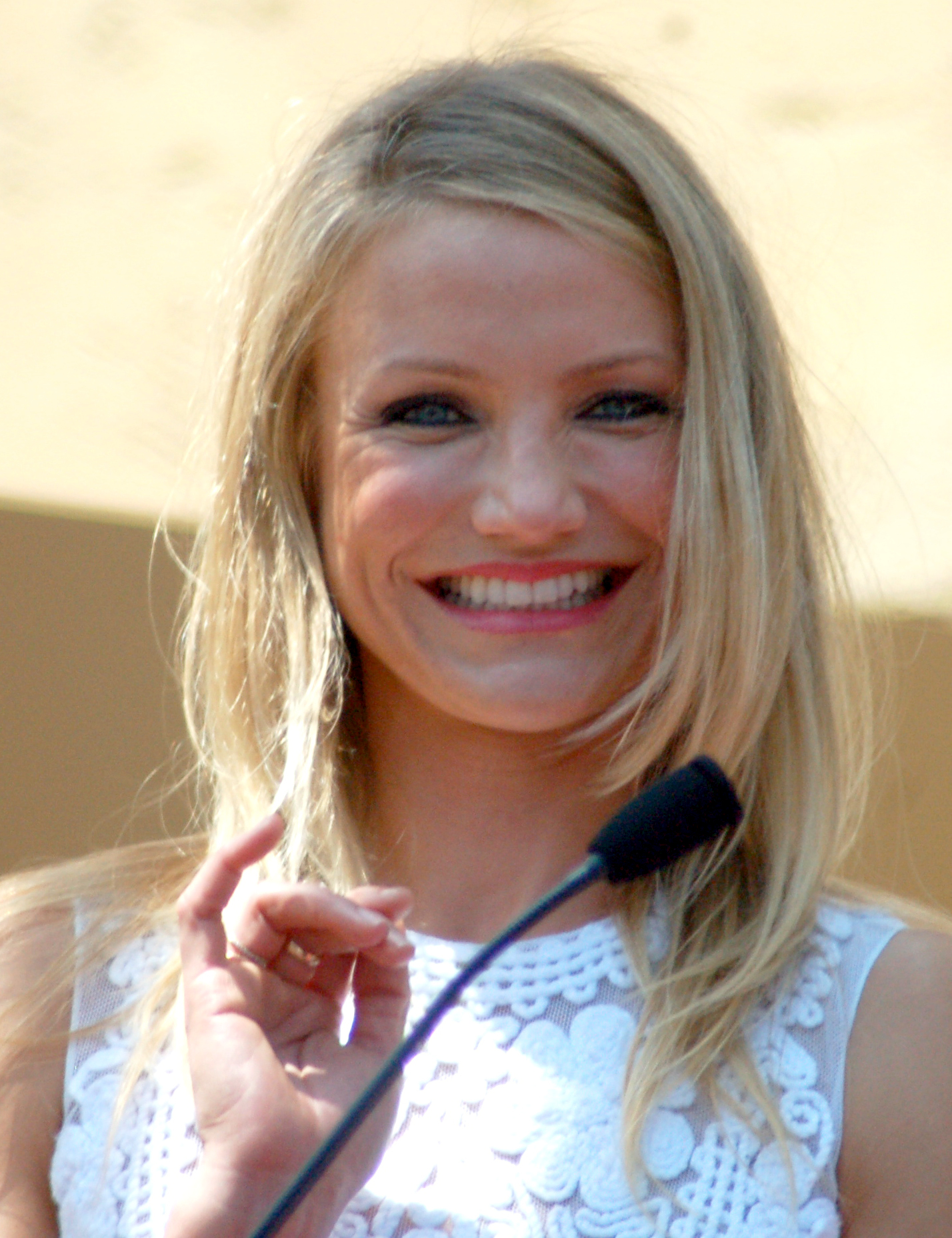
Cameron Diaz, atriz de origem cubana